# Andrena coromanda
Andrena coromanda är en biart som beskrevs av Warncke 1975. Andrena coromanda ingår i släktet sandbin, och familjen grävbin. Inga underarter finns listade i Catalogue of Life.